# 쯔엉즈엉 대교
쯔엉즈엉 대교(Chương Dương Bridge)는 1985년 완공된 베트남 하노이에 있는 홍강을 횡단하는 주요 하천 도로 교량이다. 길이는 1213m, 각 방향에는 최대 80톤의 차량용 2개 차로가 있다. 국도 제1A호선으로 호안끼엠군의 중심과 롱비엔군을 연결한다.

## 개요
쯔엉즈엉 대교는 차로가 너무 좁고, 홉잡하기 때문에 차가 지나가는데 많은 시간이 걸린다. 때문에 세계에서 가장 긴 다리라고 불린다. 한편 탕롱 대교는 당시 미완성 상태여서 완공되더라도 중심에서 너무 멀리 떨어져 있어 많은 교통량을 분산하기 힘들었다. 따라서 하노이 중심부로 바로 다리를 건설하는 것이 우선이며, 잠정적으로 현수교를 건설한다는 것이 초기 정책이었다. 착공 당시 이 사업은 "봄 현수교"로 명명되었다. 다리 건설을 지휘하는 책임은 신임 교통부 차관 부이 다인르우에게 주어졌다.